# Titanic (film din 1996)
Titanic este un film de televiziune canadiano-american care a fost difuzat în două serii pentru prima dată la CBS în 1997. Titanic urmărește mai multe personaje aflate la bordul transatlanticului RMS Titanic, atunci când el s-a scufundat în timpul călătoriei din Anglia în SUA din 1912. Miniserialul a fost regizat de Robert Lieberman. Muzica originală a fost compusă de Lennie Niehaus. Acesta este primul film despre Titanic care arată nava ripându-se în două bucăți.

## Rezumat
Titanic are trei acțiuni principale:
- Isabella Paradine călătorește cu Titanic pentru a se alătura soțului ei, după participarea la înmormântarea mătușii ei în Anglia. Pe Titanic, ea îl întâlnește pe Wynn Park, fostul ei iubit. Ea se îndrăgostește din nou de el, și după o aventură scurtă îi trimite soțului ei o cablogramă în care îi spune că nu mai pot fi împreună (în ciuda faptului că avea o fiică). Atunci când nava începe să se scufunde, Isabella trebuie să-l părăsească pe Wynn atunci când el o forțează să urce într-o barcă de salvare. Pe când cobora în barcă, Isabella îi mărturisește un secret păstrat mult timp în sinea ei că fiica ei este, de fapt, a lui Wynn. Mai târziu, la bordul RMS ''Carpathia'' ea este lovită de durere, atunci când găsește trupul neînsuflețit al lui Wynn pe punte, printre alte victime care au murit de hipotermie, dar, din fericire, este așteptată în America de familia ei, deoarece telegrama nu a fost niciodată trimisă din cauză că vasul s-a scufundat, atunci când Carpathia ajunge la New York.

- De asemenea, la clasa întâi călătorește familia Allison, o familie reală care a călătorit pe Titanic, întorcându-se acasă la Montreal, cu cei doi copii mici, și noua lor guvernantă, Alice Cleaver. Ei devin treptat speriați de comportamentul ei isteric și nevrotic. Mai târziu, o altă servitoare o întreabă dacă s-au văzut la Cairo în luna precedentă, dar în curând ea își dă seama că guvernanta a fost acuzată mai demult că și-a aruncat copilul din tren. Când scufundarea Titanicului începe, Alice Cleaver intră în panică și urcă într-o barcă de salvare cu Trevor, fiul familiei Allisons. Părinții și fiica lor mică nu își dau seama că copilul este în siguranță și refuză să părăsească nava fără el, ceea ce în final îi va costa viața.

- La clasa a treia, un vagabond tânăr pe nume Jamie Perse fură un bilet pentru a urca la bord. El reușește să devină prieten cu unul dintre membrii echipajului, Simon Doonan, care este și el un hoț, dar mai târziu este dovedit a fi un criminal mult mai violent și dur decât Jamie. Tânărul se îndrăgostește de Aase (pronunțat Osa) Ludvigsen, o creștină convertită recent și misionară. În noaptea scufundării vaporului, Aase este violată și bătută de Doonan, făcând-o să-și piardă credința și dorința de a trăi, dar Jamie reușește să o împingă în barca Isabellei. Fără știrea lor, Doonan se strecoară și el la bordul aceleiași bărci, deghizat într-o femeie bătrână. După ce nava se scufundă, Aase este aruncată peste bord de Doonan după ce ea l-a recunoscut, iar acesta încearcă să-i amenințe pe toți pasagerii din barcă cu un revolver, dar ofițerul Lowe îl lovește pe Doonan în cap cu o vâslă, rupându-i gâtul. Jamie reușește să supraviețuiască atunci când cade accidental într-una din ultimele bărci de salvare înainte ca Titanic să se scufunde și își regretă trecutul după ce o găsește pe Aase în spitalul improvizat la bordul vasului Carpathia. În final, la sosirea în New York, cei doi plănuiesc să înceapă împreună o nouă viață.

## Distribuție
| Actor                | Rol                                          |
| -------------------- | -------------------------------------------- |
| Peter Gallagher      | Wynn Park                                    |
| George C. Scott      | Căpitanul E. J. Smith                        |
| Catherine Zeta-Jones | Isabella Paradine                            |
| Eva Marie Saint      | Hazel Foley                                  |
| Tim Curry            | Simon Doonan                                 |
| Roger Rees           | J. Bruce Ismay                               |
| Harley Jane Kozak    | Bess Allison                                 |
| Marilu Henner        | Margaret "Molly" Brown                       |
| Mike Doyle           | Jamie Perse                                  |
| Sonsee Ahray         | Aase Ludvigsen                               |
| Felicity Waterman    | Alice Cleaver                                |
| Malcolm Stewart      | Ofițerul I William Murdoch                   |
| Kevin McNulty        | Ofițerul II Charles Lightoller               |
| Kavan Smith          | Ofițerul V Harold Lowe                       |
| Terence Kelly        | Căpitanul Arthur Rostron                     |
| Scott Hylands        | John Jacob Astor IV                          |
| Jane Mortil          | Madeleine Astor                              |
| Tamsin Kelsey        | Clarinda Jack                                |
| Eric Keenleyside     | "Black" Billy Jack                           |
| Katharine Isabelle   | Ophelia Jack (ca Katherine Isobel)           |
| Kevin Conway         | Hudson J. Allison                            |
| Barry Pepper         | operatorul telegrafist asistent Harold Bride |

## Recepție
Titanic a primit recenzii mixte din partea criticilor. New York Daily News a comentat că interpretările actorilor au fost inferioare, iar operatorii telegrafiști și proprietarul navei sunt portretizați "aproape la fel de simpatici ca și cei de pe Exxon Valdez." Seattle Post-Intelligencer s-a referit și el la "interpretarea jenant de proastă" și pe dinafară
.
Filmul are totuși unele asemănări cu filmul cu același nume din 1997 în care personajele principale feminine, interpretate de Catherine Zeta-Jones și respectiv Kate Winslet, sunt în contradicție cu stilul lor de viață privilegiat. De asemenea, un personaj istoric, primul ofițer William McMaster Murdoch se sinucide în ambele filme, un eveniment care nu poate fi dovedit.

## Premii
Titanic a primit un premiu Emmy pentru mixaj sonor excepțional al unei miniserial. El a fost nominalizat și pentru design al costumelor dintr-un miniserial.
| An   | Categorie                                  | Nominalizați                                              | Rezultat     |
| ---- | ------------------------------------------ | --------------------------------------------------------- | ------------ |
| 1997 | Mixaj sonor excepțional al unei miniserial | David Husby, David E. Fluhr, Adam Jenkins, Don Digirolamo | Câștigat     |
| 1997 | Design al costumelor dintr-un miniserial   | Joe I. Tompkins, Jori Woodman                             | Nominalizare |